# 鴨川低地断層帯

鴨川低地断層帯（かもがわていちだんそうたい）は、千葉県南部に存在する約25km の断層帯。
千葉県鴨川市から安房郡富山町にかけてほぼ東西に延びる。

## 評価
南房総市及び鴨川市の北部を東西に横切る断層帯で鴨川地溝帯北断層、鴨川地溝帯南断層によって構成される。しかし、活断層と判断するための証拠が乏しく活断層との評価を疑問視する見解もある。

## 活動
過去の活動歴は解明されていない。
将来の活動。地震調査研究推進本部の評価では、全体が活動した場合は M7.2 で、変位量は 2m 程度としているが、長期確率は不明。